# Rachel Willis-Sørensen
Rachel Willis-Sørensen, née en 1984, est une soprano américaine. Elle se produit sur toutes les scènes internationales dans un répertoire varié qui va de Mozart à Wagner en passant par l'opéra français et italien.

## Biographie

### Formation et débuts
Dans une interview donnée en 2013 à David Clarke pour Broadway World, Rachel Willis-Sørensen raconte sa découverte de l'opéra alors qu'elle est encore lycéenne et qu'elle chante souvent du jazz ou de la comédie musicale. Elle décide de prendre des cours de chant et son professeur lui suggère de tenter l'opéra, un genre qu'elle ne connait pas et pour lequel elle s'enthousiasme rapidement : « For me, I just really love opera. I fell in love with it, so I pursued it. Now, I get to do it for a living and that's a huge and exciting blessing. ».
Elle se lance alors dans des études de musique et obtient sa licence et son master en interprétation vocale à l’université Brigham Young dans l'Utah, et est une alumni du Houston Grand Opera Studio où elle a étudié sous la direction de Dolora Zajick (en).
Son premier rôle à l'université est celui de Musetta dans La Bohème et elle raconte que « Then, I finally got to go on in the second act and got to sing this big aria, "Quando me'n vo'." The whole cast is on stage, and it's supposed to be at the Café Momus in Paris. It's just like this really exciting part for that character because she sings this big aria and has the whole attention of everyone on stage. It was the first time I sang with a full orchestra, and there I was in this huge theatre-maybe 2,000 seats-with my huge red dress and the whole orchestra, and it was like the first time in my life I was proportionate to the event. I'm really tall, and I have a big, loud voice. ».
Elle a également étudié au Santa Fe Opera Apprentice Program et l'une de ses premières apparitions sur scène a été dans le rôle de l'une des trois Dames de la Flûte Enchantée à l'Opéra de Santa Fe en Août 2010, dans une mise en scène de Tim Albery avec Charles Castronovo en Tamino et Erin Morley en Reine de la Nuit.
Elle a par la suitet été membre de l'Ensemble du Semperoper de Dresde pendant trois ans ce qui lui permet d'aborder une série de premiers rôles tels que Mimi dans La Bohème, Hanna dans La Veuve joyeuse et Fiordiligi dans Così fan tutte.

### Carrière internationale
Elle fait ses débuts dans le rôle de la Comtesse dans Les Noces de Figaro, au Royal Opera House en 2012 dans la mise en scène de David Mc Vicar et sous la direction d'Antonio Pappano et est remarquée par les critiques en ces termes : « Rachel Willis-Sørensen’s was a notable debut: her Countess commanded the stage, and ‘Dove sono i bei momenti’ was sensational, full of longing and regret, yet tinged with hope. Her entry (‘Porgi, amor, qualche ristoro’) in Act Two was beautifully done. ». La même année 2012, toujours à Londres, elle chante Gutrune dans Le Crépuscule des dieux, dans la production de Keith Warner.
Elle remporte le Premier prix du concours Operalia en 2014 ce qui lui assure une bonne notoriété.
Et c'est au Houston Grand Opera qu'elle fait ses débuts dans le rôle de Donna Anna dans Don Giovanni, en janvier 2013, un rôle qu'elle reprend régulièrement notamment à Vienne en 2016, à Londres en 2018, à New York en 2019, à Munich et à Bordeaux en 2020. Elle reprend également régulièrement, toujours dans Mozart, le rôle de la comtesse des Noces de Figaro, notamment à Munich en 2019 dans la mise en scène de Christof Loy.
Mais elle poursuit également son exploration des rôles de sopranos dans les opéras de Wagner, en particulier celui d'Eva dans Die Meistersinger von Nürnberg en 2015 au San Francisco Opera puis en 2017  au Royal Opera House et celui d'Elsa dans Lohengrin, au Deutsche Oper de Berlin en 2017, aux côtés de Klaus Florian Vogt et à l'opéra de Munich en 2024, aux côtés de Benjamin Bruns.
La diversité de son répertoire la conduit également à incarner Hélène dans les Vêpres Siciliennes en remplacement de Carmen Giannattasio, à l'opéra de Munich en 2018, rôle qu'elle reprend au Festival de Salzbourg durant l'été 2020. Toujours dans le répertoire français du grand opéra, elle aborde le rôle de Valentine dans Les Huguenots au Grand théâtre de Genève en 2020 aux côtés de John Osborn et ses qualités d'interprétation dans cette langue, sont soulignées :« Dans un français parfaitement articulé, la jeune soprano allie la distinction des phrasés à l'humanité de son personnage ». Elle chante également Marguerite dans Faust à l'opéra de Vienne en 2021.
C'est en remplacement d'Anna Netrebko alors atteinte d'une pneumonie provoquée par le virus du COVID en 2020, qu'elle chante Leonora du Trouvère au Liceu de Barcelone, rôle qu'elle reprend en 2023 au Royal Opera House et en octobre 2024 au MET de New York. Dans le répertoire de Verdi, elle chante également Violetta de la Traviata, à l'opéra de Bordeaux en 2020 puis à la Philharmonie de Paris en version concert en 2024, Desdemona d'Otello à Vienne en 2023 aux côtés de Jonas Kaufmann, Elisabeth de Valois dans la version française de Don Carlos aux côtés de Charles Castronovo, au Grand Théâtre de Genève,.
Elle reprend également un rôle de ses débuts dans Puccini, celui de Mimi dans la Bohème en 2020 à l'opéra de Munich.
Dans le répertoire du compositeur Richard Strauss, elle est la Maréchale dans Der Rosenkavalier au Royal Opera House en 2017 et enregistre les Quatre derniers Lieder chez Sony Classical en 2023.
En 2022, elle est Ellen Oxford dans la nouvelle production de Peter Grimes par Stefan Herheim, créée en mars à l'opéra de Munich avec Stuart Skelton dans le rôle-titre puis reprise en octobre avec Jonas Kaufmann.
Elle se produit également à plusieurs reprises en Rosalinde dans Die Fledermaus, en 2019 à Dresde, 2021 à Munich, 2022 à Vienne.
Elle fait ses débuts à l'Opéra de Paris dans le rôle d'Antonia des Contes d'Hoffmann, lors de la reprise fin 2023 de la mise en scène de Robert Carsen avec Benjamin Bernheim dans le rôle-titre.

### Récitals et galas
Rachel Willis-Sørensen participe à la tournée Wien consacrée aux airs des opérettes viennoises, donnée par le ténor Jonas Kaufmann début 2020, dans plusieurs grandes scènes européennes dont Vienne, au Konzerthaus, avec captation de la représentation, qui donnera un film et un DVD, Baden Baden et Paris au Théâtre des Champs-Elysées.

## Discographie et vidéographie
- Rachel Willis-Sørensen, album solo - Airs d'opéra et d'opérettes, avec la participation de Olivia Kahler, soprano ; Jonas Kaufmann, ténor ; Giovanni Sala, ténor ; Chœur Capella Cracoviensis ; Orchestra del Teatro Carlo Felice di Genova, sous la direction de Frédéric Chaslin - 1 CD Sony Classical - 2020[29].
- Wien, (DVD and CD with Jonas Kaufmann), Vienna Philharmonic conducted by Ádám Fischer, Sony Classical, 2019
- Quatre derniers Lieder, dernier Acte de Capriccio - avec le Gewandhausorchester sous la direction de Andris Nelsons - Sony Classical - 2023.